# Siège d'Abadan
Guerre Iran-Irak
Batailles
- Opération Kaman 99
- Bataille de Khorramchahr
- Siège d'Abadan
- Opération Morvarid

- Bataille de Nasr
- Attaque sur H-3

- Opération Samen-ol-A'emeh
- Victoire Indéniable
- Beit ol-Moqaddas
- Ramadan

- Opération Anfal
- Valfajr 2
- Valfajr 6
- Badr
- 1re bataille d'Al Faw
- Kerbala 5 et 6
- Nasr 4

- Opération Nous nous en remettons à Dieu
- Opération Mersad

- Opération Sugar
- Opération Earnest Will
- Opération Prime Chance
- Opération Eager Glacier
- Incident de Bridgeton
- Opération Praying Mantis

- Opération Opéra (raid israélien)
- Incident de l’USS Stark
- Vol Iran Air 655

Le siège d'Abadan est mené du 6 novembre 1980 à septembre 1981 par l'armée irakienne durant la guerre Iran-Irak. Il s'agit d'une ville stratégique car disposant de l'une des plus importantes raffineries de pétrole au monde.

## Contexte historique

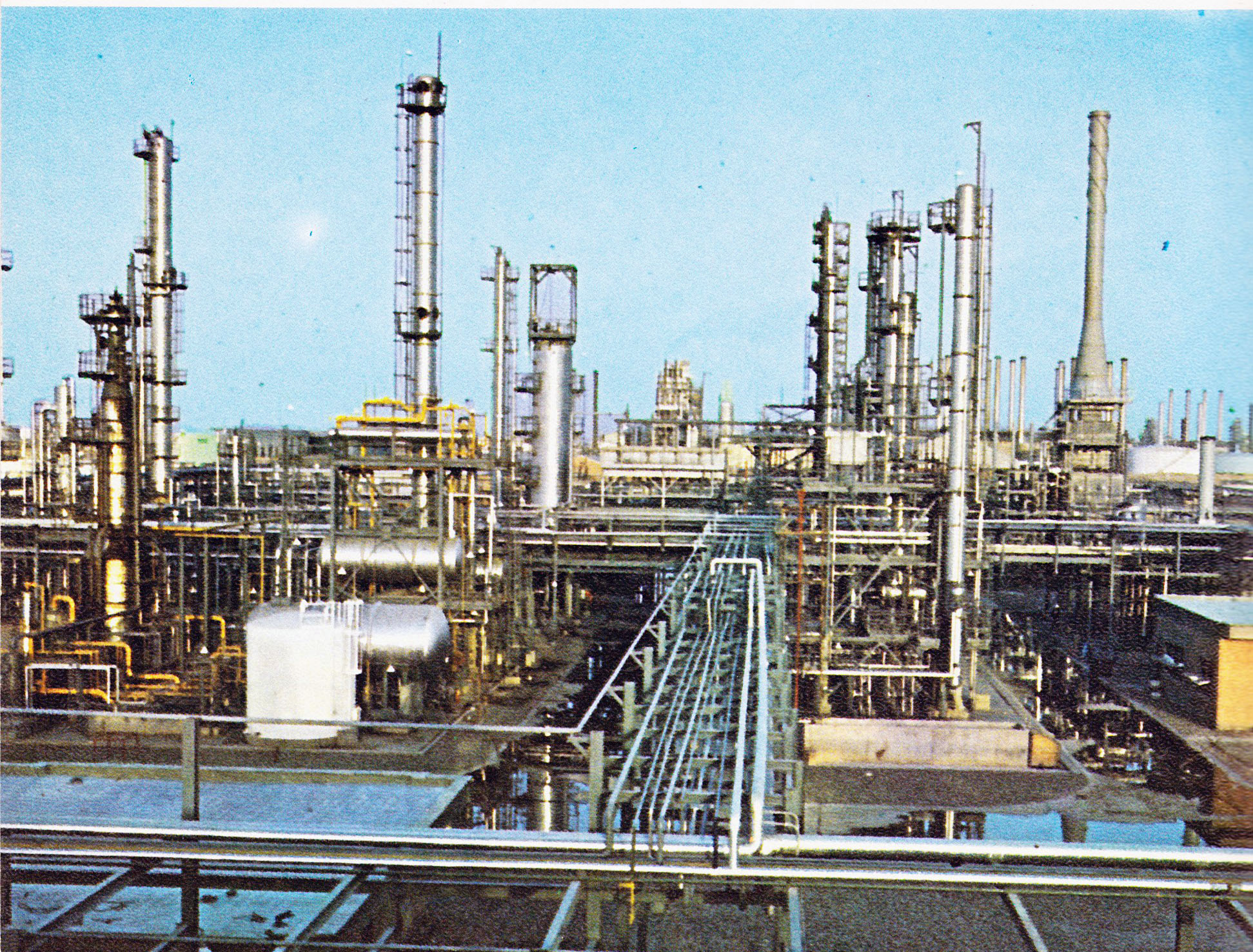
La raffinerie d'Abadan en 1970.

En septembre 1980, Saddam Hussein lance une attaque surprise contre l'Iran. Le plan irakien initial vise à capturer Abadan, peuplée de 294 000 habitants en 1976, afin de traverser le Chatt-el-Arab et ainsi progresser sur Khorramshahr. Une division irakienne est engagée comprenant 500 à 600 chars et 20 000 soldats.
Des commandos irakiens avaient déjà atteint la périphérie de la ville le 22 septembre lors des succès de l'offensive irakienne mais ont été contraints de se retirer à la suite de la résistance de paramilitaires iraniens. Le 4 octobre, l'État-major irakien affirme avoir sécurisé la route reliant Abadan à Ahvaz mais le contrôle du pont ne devient effectif qu'à la fin novembre.
L'armée irakienne étant déjà engagée massivement dans la bataille de Khorramshahr, le plan irakien vise à capturer et à occuper rapidement Abadan puis s'emparer de l'île.

## Déroulement du siège

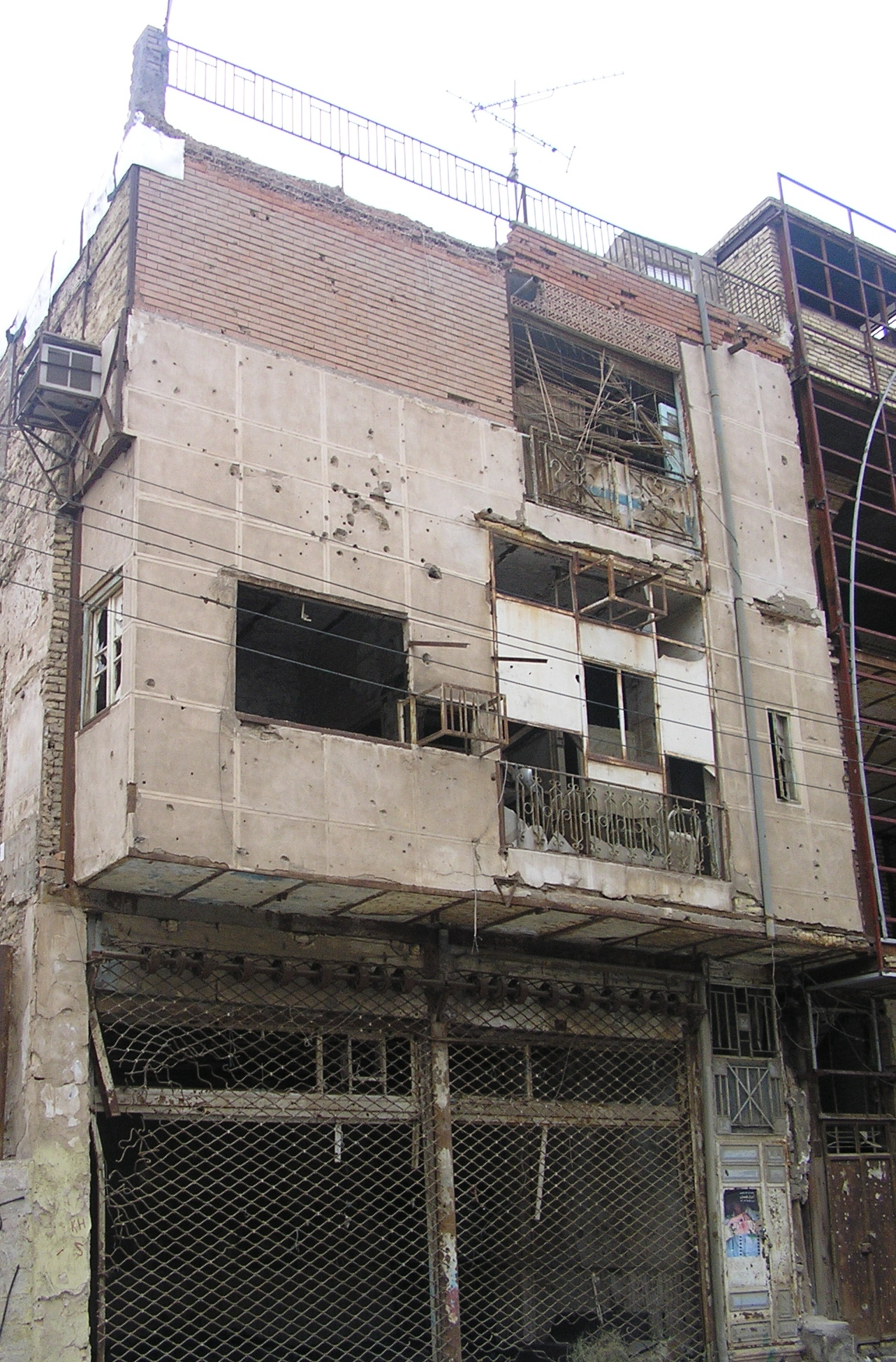
Un des bâtiments en ruines d'Abadan.

Le 3 novembre, les forces irakiennes sont aux portes de la ville située dans la province iranienne du Khouzistan. La résistance iranienne s'avère en revanche être acharnée et les commandants irakiens sur le terrain demandent des renforts. Une seconde division affaiblie forte de 4 500 soldats et 200 chars est alors envoyée afin d'encercler Abadan depuis le nord-est.
Les Irakiens sont repoussés par les Pasdaran iraniens mais parviennent en revanche à occuper une partie de la ville. Des combats d'usure éclatent alors et Abadan n'est plus qu'un amas de ruines. En juin 1981, à la suite de la baisse du moral des forces irakiennes, le Chatt-el-Arab étant toujours défendu par les Iraniens assiégés, Saddam Hussein ordonne une nouvelle offensive avec 60 000 hommes. La garnison iranienne dans la ville est renforcée par 15 000 soldats. Bien que le rapport de force soit de 6-1 pour les Irakiens, les Iraniens parviennent à repousser les assauts irakiens à l'aide notamment de leurs chars Chieftain.

## La fin du siège
Du 22 au 28 septembre 1981, l'armée iranienne lance l'opération Samen-ol-A'emeh qui met un terme au siège. L'Iran capture 2 500 soldats irakiens et détruits de nombreux chars irakiens, perdant toutefois 150 M60 Patton dans la contre-offensive.

## Conséquences
Abadan n'est plus qu'un amas de ruines en septembre 1981. La défense de la ville puis la libération de Khorramshahr aboutit au retrait des troupes irakiennes d'Iran en 1982, augmentant considérablement le moral des troupes iraniennes.